# 互助水库
互助水库是中国黑龙江省七台河市勃利县境内的一座水库，位于小五站河上，建于1974年。水库正常库容为1100万立方米，集雨面积为185平方千米，海拔为93.3米。